# Aspidogyne carauchana
Aspidogyne carauchana är en orkidéart som beskrevs av Paul Ormerod. Aspidogyne carauchana ingår i släktet Aspidogyne och familjen orkidéer. Inga underarter finns listade i Catalogue of Life.